# Джон Айрленд
Джон Айрленд (англ. John Ireland; активний у 1694—1701 рр.), іноді згадується як Ярленд (англ. Yarland) — англійський пірат, який діяв в Індійському океані. Найбільш відомий завдяки плаванню з Томасом Тью і участі в нападі та пограбуванні корабля Великих моголів Ґандж-і-Савай.

## Біографія
Айрленд плавав між Нью-Йорком і Бостоном у 1694 році, коли капер Томас Тью найняв його управляти кораблем «Amity», що ходив вздовж американського узбережжя. Айрленд засвідчив, що екіпаж збунтувався, вимагаючи від Тью зайнятися піратством і змусивши Айрленда продовжити виконувати роль штурмана. Екіпаж сказав Тью і Айрланду, що «вони вийшли за грошима і вони мають здобути гроші, перш ніж повернутися додому». Тью запропонував, щоб бунтівники висадили його та Айрленда на берег та робили із захопленим шлюпом те, що їм заманеться, але екіпаж відмовився, сказавши, що «або він погодиться вести судно на Мадагаскар, або його висадять на ненаселеному острові і він помре від голоду». Таким чином Тью був змушений зробити свою другу подорож по маршруту «Піратського раунду» до цього регіону.
У серпні 1695 року Тью разом з кораблями інших піратів — Джозефом Фаро, Томасом Вейком, Вільямом Меєм, Річардом Вонтом і Генрі Еврі зібрались в районі Баб-ель-Мандебської протоки в Індійському океані для нападу на кораблі Імперії Великих Моголів, що перевозили паломників до Мекки з їх скарбами.
Хоча індійська флотилія Великих Моголів в складі 25 кораблів, що поверталася з Мохи до індійського Сурата прослизнула повз засідку піратських кораблів протягом ночі, її помітили і пірати розпочали погоню. Великий і більш повільний 1 600-тонний «Гандж-і-Савай» і 600-тонний корабель «Фатіх Мухаммед», що його супроводжував відстали від інших кораблів індійського конвою. Першим їх наздогнав «Amity» Томаса Тью, який спробував напасти на «Фатіх Мухаммед». Проте індійці вправно захищались і після того, як самого Тью було вбито внаслідок потрапляння гарматного ядра, і екіпаж «Amity» здалася. Після того, як Еврі наздогнав і захопив «Fateh Mohammed», «Amity» було звільнено.
Після загибелі Тью, Айрленд тепер став керівником 70-тонної 8-гарматної «Amity» з екіпажем приблизно 60 осіб. «Amity» відмовився від подальшого переслідування «Гандж-і-Савай» і у грудні 1695 року вони повернулись до піратського торгового поста Адама Болдріджа на острові Сент-Марі поблизу Мадагаскару, щоб відремонтувати корабель після битви. Болдрідж повідомив Айрленду, що торговий корабель «Charming Mary» капітана Річарда Гловера незадовго до цього відпливла з Сент-Марі та все ще мала бути десь поблизу. Айрленд вирушив навздогін за «Charming Mary», захопив її для себе, а команду Гловера пересадили на «Amity» (зрештою Гловер і «Amity» були захоплені Дірком Чіверсом, який розібрав «Amity» та використав її для ремонту свого власного корабля, залишивши корпус «Amity» на рифі).
Після захоплення «Charming Mary», пірати обрали капітаном Річарда Боббінгтона, а Айрленд залишився штурманом.
Ані Боббінґтон, ані Айрленд не знали, що того самого місяця уряд Англії доручив капітану Вільяму Кідду розпочати полювання на піратів, що здійснювали напади в Індійському океані, у тому числі Тью, Вейка, Мея та самого Джона Айрленда. Проте коли Кідд отримав своє доручення, Тью вже був мертвий, а сам Кідд перш ніж знайти інших, сам навернувся до піратства.
Пізніше Айрленд стверджував, що він намагався потрапити з Гловером на борт «Amity», але команда змусила його залишитися на «Charming Mary». Після переобладнання корабля в травні 1696 року, Боббінгтон здійснив піратські напади в Червоному морі та поблизу Теллічеррі та Раджапуру. Боббінгтон був захоплений персами на березі біля Джаска. Не дочекавшись його, екіпаж «Charming Mary» відплив у море, можливо, обравши капітаном Джозефа Скіннера, або без офіційного капітана, при цьому Айрленда знову було призначено шкіпером. Після короткого плавання разом з кораблем «Mocha» Ральфа Стаута і Роберта Калліфорда, вони у 1697 році повернулися на Барбадос, щоб розділити свою здобич. На Мадагаскарі наприкінці 1699 року капітаном «Charming Mary» було обрано Вільяма Мея, який під час атаки на Ґандж-і-Савай очолював піратський корабель «Pearl». Ескадра британських військових кораблів, що з'явилась в регіоні змусила Мея до початку 1700 року повернутися до Нью-Йорка. У травні 1701 року у Нью-Йорку Айрленд був викликаний в суд для дачі свідчень, але так і не був засуджений через відсутність свідків проти нього. У своїх свідченнях він непохитно стверджував, що кожного разу його примушували до піратства і пірати «встановили за ним сторожу, боячись, що він втече».
Власне свідчення Айрленда щодо завершення його піратської кар'єри відрізняється від інших записів: він стверджує, що наприкінці 1696 року його корабель (імовірно «Charming Mary») загинув під час шторму. Частина екіпажу, що врятувалась, захопила через кілька місяців португальське судно і висадила Айрленда та інших нелояльних членів на незаселеному острові, звідки вони змогли врятуватись на невеликих човнах. Він стверджував, що витратив місяці на повернення до Малакки, де був поранений у сварці з колишнім товаришем по екіпажу, ув'язнений і зрештою відправлений назад до Лондона.